# Застава Хондураса
Ова Застава Хондураса је усвојена 9. јануара, 1866. Базирана је на застави Сједињених Држава Централне Америке. Застава се састоји од три једнака хоризонтална поља; два плава која представљају Пацифик и Карипско море. Пет плавих петокраких звезда представљају пет држава бивших Сједињених Држава Централне Америке, и наду да ове државе могу поново да оформе унију. Државе чланице су биле Салвадор, Костарика, Никарагва, Хондурас и Гватемала. Звезде су распоређене у облику ћириличног слова Х, на средини белог поља.